# Дорофей, пустынник Египетский
Дорофей (греч. Ϫωρόθεος; умер в конце IV века) — пустынник Египетский. Почитается как преподобный, память в Православной церкви совершается 29 сентября (16 сентября по юлианскому календарю).
Дорофей был родом из Фиваиды, около 328 года он стал одним из фивадских отшельников, проживавшим в так называемых «Келлиях отшельнических» (одна из пустынь египетских, на западной стороне Нила). О Дорофее сообщает Палладий Еленопольский:
Жизнь его была самая суровая, многотрудная и строгая. Целый день, и в самый зной полуденный, собирая камни в пустыне приморской, он постоянно строил из них келии и потом отдавал их тем, которые сами не могли строить, и таким образом каждый год строил по келии.

Палладий сообщает, что Дорофей прожил в пустыне около шестидесяти лет. Наставник Палладия, пресвитер Исидор, поручил ему «пробыть при нем три года для укрощения страстей», но Палладий не смог выдержать этого срока. Ряд исследователей относят смерть Дорофея к 395 году.
Рассказ Палладия вошёл в труды таких историков как Созомен, Кассиодор и Никифор Каллист. Во второй половине XII века рассказ о Дорофее появляется в русском Прологе.